# اوش (شهرستان کلوجبورک)
اوش (به لهستانی:  Oś) یک روستا در لهستان است که در گمینا لاسوویتسه ویلکیه واقع شده‌است. اوش ۶۲ نفر جمعیت دارد.